# 河和海軍航空隊
河和海軍航空隊（こうわかいぐんこうくうたい）は、日本海軍の部隊・教育機関の一つ。太平洋戦争開戦に向けての出師準備の一環として、急増すると予想される整備要員の大量養成を図るために設置した。もっぱら実際に機体を整備する兵・下士官の養成に振り向けられ、相模野・出水に続く三番目の整備訓練航空隊として開かれた。さらにまったく系統が異なる水上機搭乗員の練成部隊も追加された。前述の航空隊を「第一河和海軍航空隊」、後述の航空隊を「第二河和海軍航空隊」と呼称した。

## 第一河和海軍航空隊
愛知県知多郡美浜町の古布地区の集落を収用し、二年かけて整備教育施設を構築した。体裁としては、整備教育を一手に引き受けていた追浜海軍航空隊から分派した部隊に位置づけられる。幹部を養成する高等科を主軸に据えた追浜空とは逆に、現場で活躍する整備員を養成する普通科練習生の教育に従事した。
- 昭和18年（1943年）
4月1日 追浜海軍航空隊知多分遣隊設置。
12月1日 独立し「河和海軍航空隊」開隊。連合練習航空総隊隷下の第十八連合航空隊（整備教育隊）に編入。
- 昭和19年（1944年）
2月1日　河和海軍航空隊岡崎分遣隊設置。河和空より教官・練習生の一部転出。
4月1日　岡崎分遣隊が独立し「岡崎海軍航空隊」開隊。
- 昭和20年（1945年）
3月1日 「第一河和海軍航空隊」に改称。十八連空解散。横須賀鎮守府第二十連合航空隊に転籍。
終戦後武装解除・解隊

整備教育を推進する訓練場であったため、全期間を通して数千人規模の生徒を抱えていた。最盛期には9000人とも言われる。実質的には学校であり、教育課程の凍結・簡略化には悩まされたが、施設・設備面での変化は小さく、すべての整備教育航空隊と同様に、戦局の悪化による実習教材不足が常に問題視されていた。

### 主力機種
訓練用教材として各種機材が用いられ、飛行訓練・実戦に使用できる機体は保有していない。

### 歴代司令
- 森浅三（昭和18年12月1日 - ）
- 竹内雄二（昭和19年8月 - ）
- 東徹夫（昭和20年1月 - ）
- 田中和四郎（昭和20年5月 - 終戦後解隊）

## 第二河和海軍航空隊
水上機練成部隊であった小松島海軍航空隊の増員に速やかに対応すべく、既設の水上機基地の中から手頃なものを探していたところ、落成まもない河和に白羽の矢が立てられた。これにより、まったく教育系統が異なる二つの河和航空隊が誕生した。両航空隊の間に交流はほとんどなく、第一航空隊は山手で整備教育、第二航空隊は海岸で搭乗訓練に明け暮れた。
- 昭和18年（1943年）
12月1日　小松島海軍航空隊知多分遣隊設置。
- 昭和19年（1944年）
4月1日　独立し「第二河和海軍航空隊」開隊。連合練習航空総隊隷下の第十一連合航空隊（横須賀鎮守府隷下練成教育隊）に編入。
5月頃　北浦海軍航空隊より予備学生転入。
8月頃　強風配備開始。
10月頃　燃料節減のため、訓練回数の間引き開始。
- 昭和20年（1945年）
1月　名古屋市へのB-29空襲に際し、訓練用の強風・二式水上戦闘機での迎撃を開始。
1月19日　強風隊2機がB-29を1機撃墜・初戦果。
2月26日　神風特別攻撃隊編制。「御盾隊」の一員として「河和隊」を名乗る。以後、強風による迎撃・御盾隊の訓練と保全に従事。
5月5日　実施部隊に変更。第三航空艦隊第十三航空戦隊に転籍。
6月頃　強風による迎撃はほぼ不能。御盾隊は機体の隠匿を開始。
7月頃　河和飛行場への直接攻撃が頻発。強風の集中配備・ロケット弾発射訓練開始。
8月5日　御盾隊、玄界灘水上機基地に進出。15日出撃命令が発令されるが、玉音放送により中止。24日帰還。
終戦後武装解除・解隊

### 主力機種
練成教育隊であるため、新旧の各種水上機を使用した。実施部隊に変更後は
- 強風
- 二式水上戦闘機
- 零式水上観測機

など。

### 歴代司令
- 前原富義（昭和19年4月1日 - ）
- 磯部太郎（昭和20年4月1日 - 終戦後武装解除・解隊）

## 戦後の河和基地

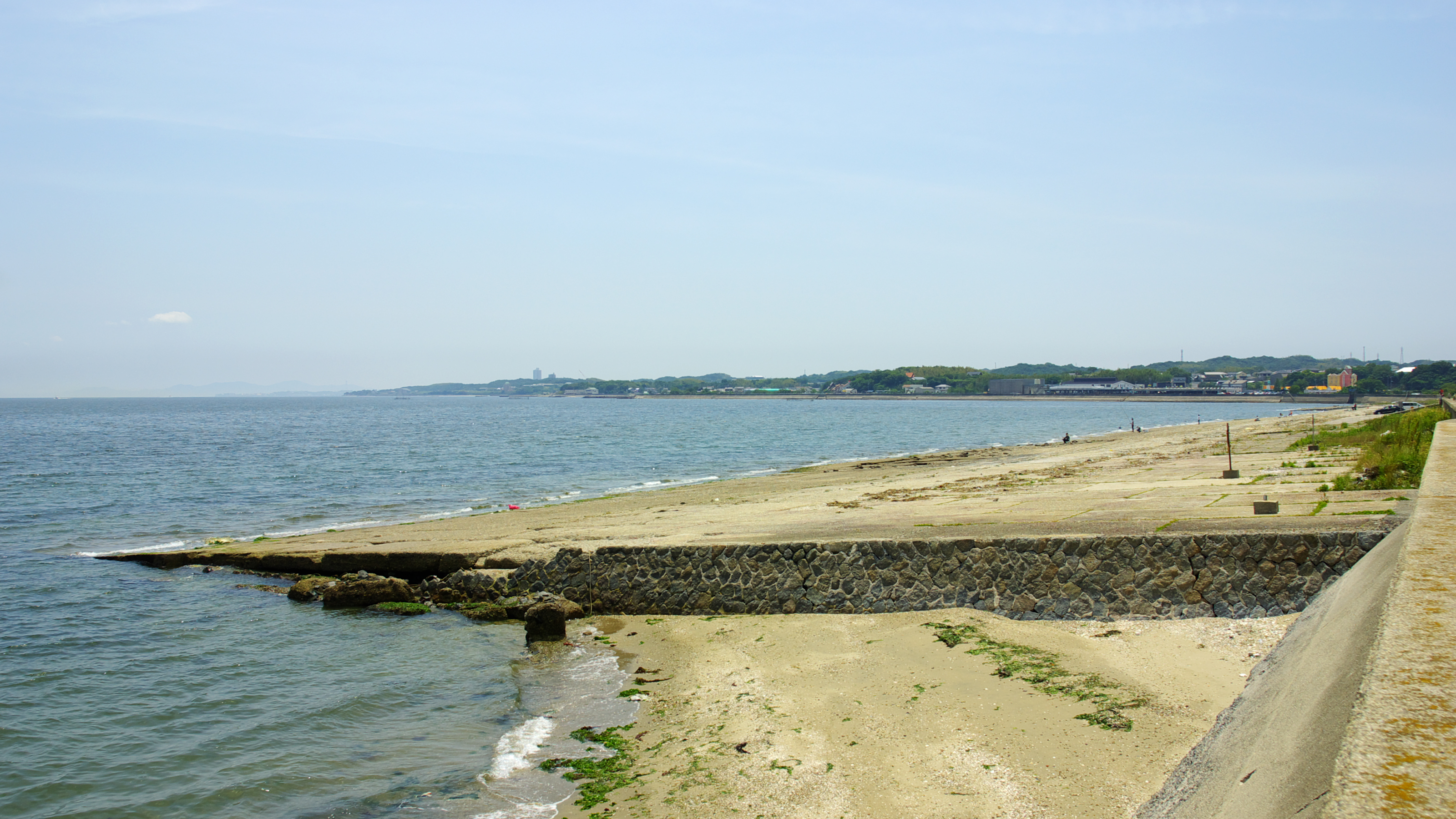
海岸沿いに残るスリップ。北側より。

基地造成のために強制収用されて追い出された古布の人々は、そのまま移転先に定住した。基地跡は農地として解放され、古布の人々の農地拡張や復員者の入植地として活用された。整備工場をそのまま活用した紡績工場も過去にあった。桟橋は漁港に転用された。河和基地の施設設備は戦後の産業基盤にすっかり取り込まれてしまったが、水上機用スリップは民間に活用されることなく、基地の痕跡を現在も伝えている。